# My Generation (serie televisiva)
My Generation è una serie televisiva statunitense, creata da Noah Hawley per la ABC. La serie è realizzata come un falso documentario e segue le vite di un gruppo di studenti che nel 2000 si preparano per il diploma, dieci anni dopo si ritrovano, scoprendo che i loro sogni non si sono avverati.
La serie ha debuttato nei palinsesti americani il 23 settembre 2010. Il 1º ottobre, dopo la messa in onda dei primi due episodi, la ABC ha annunciato la cancellazione della serie. I restanti sei episodi prodotti verranno distribuiti on line o trasmessi in altre fasce orarie.

## Trama
La serie segue un gruppo eclettico di giovani studenti le cui vite erano state filmate per un documentario poco prima di diplomarsi alla Greenbelt High School di Austin, nel 2000. Il variegato gruppo comprende la reginetta di bellezza, il nerd, il punk, il "secchione" e il ribelle. Le loro speranze e sogni per il futuro sono stati registrati e rincontrandosi dieci anni dopo, si rendono conto che le cose non sono andate come previsto. La serie è ambientata ai giorni nostri con flashback nel passato.

## Episodi
| Stagione       | Episodi | Prima TV originale | Prima TV Italia |
| -------------- | ------- | ------------------ | --------------- |
| Prima stagione | 8       | 2010               |                 |

## Cast
- Daniella Alonso – Brenda Serrano, "The Brain"
- Mehcad Brooks – Rolly Marks, "The Jock"
- Kelli Garner – Dawn Barbuso, "The Punk"
- Jaime King – Jacqueline Vachs, "The Beauty Queen"
- Julian Morris – Anders Holt, "The Rich Kid"
- Keir O'Donnell – Kenneth Finley, "The Nerd"
- Michael Stahl-David – Steven Foster, "The Overachiever"
- Sebastian Sozzi – The Falcon, "The Rebel"
- Anne Son – Caroline Chang, "The Wallflower"

## Produzione
My Generation si basa sulla serie scandinava God's Highway. Lo script dell'episodio pilota è stato scritto da Noah Hawley e inizialmente intitolato Generation Y. La ABC ha dato il via libera alla produzione del pilota nel gennaio 2010.
All'inizio di febbraio i primi attori ad entrare a far parte del cast sono stati Keir O'Donnell e Michael Stahl-David. Successivamente si sono uniti a loro Julian Morris, Daniella Alonso, Kelli Garner, Jaime King e Mehcad Brooks.
Le riprese del pilota, diretto da Craig Gillespie, sono iniziate a metà marzo. Nel maggio del 2010 la ABC ha dato l'assenso alla produzione di un'intera stagione, annunciando, durante gli annuali upfront, che la serie sarebbe stata inserita nei palinsesti della stagione 2010-2011.